# Theodosius Ernst Frederik von Finecke
Theodosius Ernst Frederik von Finecke (født 1721, død 4. juli 1801 på Dallund) var en dansk godsejer.
Han var søn af oberst Gynther Diderik von Finecke til Dallund og Clara Levetzow, foretog 1741 og følgende år en udenlandsrejse, blev 1747 kammerjunker og samme år assessor i Hofretten, senere i Højesteret. 1759 synes hans moder, der da var enke på 30. år, at have afstået ham Dallund, på hvilket Finicke spenderede meget; især i retning af at arrondere godset. Han døde på Dallund, hvilket han, der levede ugift, testamenterede som et stamhus til en slægtning, friherre Carl Philip von Blixen-Finecke, som ved overtagelsen af stamhuset føjede navnet Finecke til sit eget.
Finecke var en høj, anselig mand med et fint væsen og havde mange kundskaber; et par småskrifter om sproget, han udgav på fransk, er ikke uefne. Også for oldgranskningen havde han interesse og skabte en betydelig samling oldsager, især ved udgravning af kæmpehøje. Uagtet sine åndelige interesser var Finecke en utålelig godsejer for sine undergivne; voldsom til det yderste fulgte han kun sine egne ideer og plagede bønderne hårdt; med præsterne i egnen lå han idelig i proces. Intet under derfor, at han var genstand for almindeligt had, hvilket gjorde ham til et bytte for bestandig uro og frygt, der drev ham til at træffe alle hånde foranstaltninger for at sikre sit liv.